# شعار بوتسوانا
أعتمد شعار بوتسوانا رسميا في 25 كانون الثاني - يناير من سنة 1966 م.